# Second Honeymoon
Second Honeymoon (Segunda Lua de Mel, no Brasil) é um filme estadunidense de 1937 dirigido por Walter Lang, com roteiro baseado em uma historia de Philip Wylie. O filme é estrelado por Tyrone Power e Loretta Young.
Em 1942, a Twentieth Century-Fox lançou outro filme baseado na mesma fonte, intitulado Minha Secretária Brasileira, dirigido por Irving Cummings e estrelado por Betty Grable, John Payne, Carmen Miranda e Cesar Romero.

## Sinopse
A belíssima e divorciada herdeira Vicky (Loretta Young) está viajando de férias com o seu segundo marido, o enfadonho empresário Leo MacTavish (Stuart Erwin). Eles acabam por encontrar o primeiro marido de Vicky, o lindo e jovem playboy Raoul McLiesh (Tyrone Power). Vicky o havia abandonado por não aguentar mais a sua vida completamente desregrada, mas esse encontro inesperado irá reacender um amor que parecia estar apagado em ambos há muito tempo.

## Elenco
- Tyrone Power ... Raoul McLiesh
- Loretta Young ... Vicky
- Stuart Erwin ... Leo MacTavish
- Claire Trevor ... Marcia
- Marjorie Weaver ... Joy
- Lyle Talbot ... Bob Benton
- J. Edward Bromberg ... Herbie
- Paul Hurst ... Dennis Huggins
- Jayne Regan ... Paula
- Hal K. Dawson ... Andy
- Mary Treen ... Elsie